# Medal za Kampanię Chiwańską
Medal za Kampanię Chiwańską (ros. Медаль «За Хивинский походъ») – rosyjskie odznaczenie nadawane za udział w kampanii wojsk rosyjskich do chanatu Chiwy w 1873 roku.

## Historia
Odznaczenie zostało ustanowione ukazem cara Aleksandra II w dniu 22 lipca 1873 roku dla wyróżnienia uczestników wyprawy wojsk rosyjskich przeciwko do chanatu Chiwy, zakończonego pokonaniem jego wojsk oraz podpisaniem pokoju na mocy którego chanat stał się częścią Imperium Rosyjskiego.
Medal posiadał jeden stopień.

## Zasady nadawania
Medal nadawany był wszystkim uczestnikom kampanii: generałom, oficerom i żołnierzom, urzędnikom wojskowym i cywilnym, lekarzom, pielęgniarką, duchownym i innym obywatelom biorącym udział w wyprawie dowodzonej przez gen. Konstantina Kaufmana.
Łącznie nadano około 14 tys. medali.

## Opis odznaki
Odznaką medalu jest okrągły medal o średnicy 28 mm wykonany ze srebra.
Na awersie medalu znajduje się monogram cara Aleksandra II nad którymi znajdują się carska korona.
Na rewersie w centralnej części znajduje się data 1873, wzdłuż krawędzi wokół medalu jest napis ЗА ХИВИНСКИЙ ПОХОДЪ (pol. za wyprawę Chiwańską), a w dolnej części gałązka wawrzynu i dębowa.
Medal zawieszony jest na pięciokątnej blaszce pokrytej wstążką, podzieloną na dwie części. Pierwszą część stanowi wstążka orderowa orderu św. Jerzego, a druga część to wstążka orderowa orderu św. Włodzimierza.